# Sigismund August von Berrenhauer
Sigismund August von Berrenhauer (* 1719 in Dietrichswalde; † 29. März 1795 in Königsberg) war ein preußischer Generalmajor sowie Kommandant von Königsberg.

## Leben

### Herkunft
Sein Vater war Erbherr auf Seewalde in Ostpreußen, seine Mutter starb nach 1753 als Witwe auf dem Gut Seewalde im Kreis Osterode.

### Militärlaufbahn
Er wurde 1731 Gefreitenkorporal im Infanterieregiment Nr. 4. 1735 wurde er in das Infanterieregiment Nr. 6 versetzt. Aber am 11. August 1740 wurde er als Sekondeleutnant in das Infanterieregiment „Jung-Dohna“ versetzt. Während des Zweiten Schlesischen Krieges nahm Berrenhauer an der Schlachten von Hohenfriedberg und Groß-Jägersdorf sowie an der Belagerung von Cosel teil. Am 23. Januar wurde er Premierleutnant und am 27. Oktober 1756 Stabshauptmann.
Während des Siebenjährigen Krieges kämpfte er bei Kunersdorf und wurde dort auch verwundet. Am 26. Dezember 1757 erfolgte die Beförderung zum Hauptmann und Kompaniechef, am 14. Oktober 1757 wurde er Major. Nach dem Krieg am 1. August 1767 wurde er zum Oberstleutnant befördert und am 20. Mai 1771 zum Oberst (mit Patent vom 28. Mai 1771). Am 3. Juni 1774 wurde er zum Kommandeur des Infanterieregiments Nr. 38 ernannt. Am 10. November 1778 wurde er Chef des Garnisonsregiments „Brehmer“, aber am 5. Januar 1782 erhielt er das Garnisonsregiment Nr. 11. 1788 wurden die preußischen Garnisonsregimenter in Depotbataillone umgewandelt. Sein Regiment wurde zum Depotbataillon des Infanterieregiments Nr. 53. Berrenhauer behielt bis zu seinem Tod eine Leibkompanie, 500 Taler und außerdem 700 Taler jährlich.
Am 21. Juni 1789 wurde er Kommandant der Festung Gaudenz mit einem Gehalt von 1500 Talern. Aber am 6. Juli 1789 wurde er auf eigenen Wunsch dispensiert und erhielt eine Pension von 1200 Talern. Dennoch wurde er am 1. November 1790 noch Kommandant von Königsberg und am 25. Januar 1792 zum Generalmajor ernannt, was ihm am 5. April 1792 eine Zulage von 200 Talern einbrachte. Er starb am 29. März 1795 in Königsberg.

### Familie
Er heiratete am 2. Oktober 1760 Johanna Elisabeth von Burgsdorf (* 2. Oktober 1713; † 7. Januar 1766), verwitwete von Hoff. Nach ihrem Tod heiratete er eine von Briesen († 26. Januar 1802 in Memel). Eine Tochter heiratete Peter von Schachtmeyer, Sekondeleutnant a. D. und Bürgermeister von Neidenburg.